# نافذة الجيران (فلم قصير)
نافذة الجيران (بالإنجليزية: The Neighbors' Window) فيلم دراما أمريكي قصير لعام 2019، من تأليف وإخراج مارشال كاري. حاز الفيلم على جائزة الأوسكار لأفضل فيلم حركة قصير في عام 2020. استوحى الفيلم من قصة حقيقية للكاتبة ديان ويبير، والتي روتها في بودكاست الحب والراديو. يروي الفيلم قصة امرأة في منتصف العمر لديها أطفال صغار، تهتزت حياتها عندما يتحرك شابان في العشرينات من العمر عبر الشارع.

## طاقم التمثيل
ماريا ديزيا: في دور آلي
جريج كيلر: في دور جاكوب
جوليانا كانفيلد: في دور الجارة
بريت لادا: في دور زوج الجارة
سادي زامولينسكي: في دور ويتني
تانر زامولينسكي: في دور تانر
انديا إيرهارت: في دور لوثر الرضيع
نيكو بيرين: في دور لوثر في عمر سنة واحدة
بيتر فاريل: في دور عامل 1
كريستيان سرفانتس: في دور عامل 2
لوريلي سميث: في دور صديق الجارة 1
أليشا بوميك: في دور صديق الجارة 2
بول نيبانك: في دور والد الجارة
بايرون جرانت: في دور ضيف الحفلة 1
ديون روبنسون: في دور ضيف الحفلة 2

## أحداث الفيلم
آلي وجاكوب زوجان في الثلاثين من العمر يعيشان في مدينة نيويورك مع أطفالهما الثلاثة الصغار. آلي مشغولة ومرهقة في رعاية الأطفال، مما يوتر علاقتها مع زوجها جاكوب. تواجه نافذة شقة آلي نافذة الجيران. تتجسس آلي وجاكوب سراً على الزوجين، ويشعران بالمرارة بسبب افتقادهم لحياة الشباب، والمسؤوليات الجديدة كآباء. يعلق جاكوب في أحد الأيام، قائلاً إن الجار قد «حلق رأسه» وبدا وكأنه مخمور، وبعد فترة وجيزة، بينما كان جاكوب والأطفال في الخارج، تتجسس آلي عبر الشارع مرة أخرى للعثور على الرجل. يموت الرجل بعد فترة وجيزة، وتخرج آلي لتشاهد الرجل وهو يخرج في كيس الجثة، وتجد الزوجة تبكي على الرصيف. تكشف المرأة أنه منذ أن مرض زوجها، كانوا يجدون الراحة في مشاهدة الأسرة من النافذة، مثلما فعل جاكوب وآلي. يعود جاكوب والأطفال من المتحف، ويحتضن الاثنان، وتتفاعل الأسرة مع بعضها البعض بمرح.

## استقبال الفيلم
كتب أليكس برانان على موقع ساين فايلز (بالإنجليزية: Cine Files Reviews): «تبدو الفرضية الأساسية للفيلم مثل تصور رسم كوميدي، ولكن ما يتم عرضه في البداية فقط للضحك، ومن المفترض أن يكون أكثر دراماتيكية بمرور الوقت، ولكن مهما كانت البصيرة التي نصل إليها في هذه العائلة في نيويورك (ولاحقًا، جيرانهم الصغار) فهي سطحية في أحسن الأحوال... هناك على الأقل بعض السحر في المفهوم، لكن التنفيذ باهت».
كتب بات مولين على موقع ذات شيلف (بالإنجليزية: That Shelf): «يكشف المخرج كاري ببراعة لا تشوبها شائبة... الفيلم هو عمل ذو نبرة عالية... الفيلم المضحك والمفجع، هو بمثابة نخب للحياة مع مناظر كاري للنافذة الخلفية للحي لتذكير المشاهدين بالقصص التي تدور حولهم بشكل غير محسوس. يستمر تأثير الفيلم لفترة طويلة بعد وقت عرضه البالغ 20 دقيقة حيث يلهم المشاهد بالتفكير بعناية في الحياة حول المبنى».
كتب موقع نو سبويلر كريتكس Nospoiler Critics: «فيلم جيد التصميم والتنفيذ... ماريا ديزيا (الأم) وجوليانا كانفيلد (الجارة) رائعين».

## الجوائز والترشيحات
جائزة الأوسكار لأفضل فيلم قصير مباشر 2020: (فوز)
مهرجان شورت بالم سبرينغز، أفضل فيلم مباشر قصير2019:(بالإنجليزية: Atlanta ShortsFest) فوز بجائزة الجمهور
جوائز جمعية كاستنج ارتيوس 2020:(بالإنجليزية: Casting Society of America, USA) ترشح لجائزة شورت فيلم كاستنج
مهرجان ترافيرس سيتي السينمائي 2019:(بالإنجليزية: Traverse City Film Festival) أفضل فيلم روائي قصير (فاز بجائزة الجمهور)
مهرجان هولي شورتس السينمائي 2019:(بالإنجليزية: Woods Hole Film Festival) أفضل دراما (فوز)
مهرجان سكاد سافانا السينمائي SCAD Savannah Film Festival، أفضل فيلم روائي قصير (فوز)
مهرجان سانت لويس السينمائي الدولي 2019: St. Louis International Film Festival أفضل ما في المهرجان (فوز)
مهرجان ناشفيل السينمائي 2019: Nashville Film Festival أفضل فيلم روائي قصير (فوز)
مهرجان رود آيلاند السينمائي 2029: Rhode Island International Film Festival أفضل فيلم مباشر قصير (فوز)
مهرجان وودستوك السينمائي 2029: Woods Hole Film Festival أفضل فيلم قصير (فوز)

## روابط خارجية
- مقالات تستعمل روابط فنية بلا صلة مع ويكي بيانات